# Milići
Milići (serbisch-kyrillisch Милићи) ist ein Ort und die zugehörige Verbandsgemeinde (opština) im Osten von Bosnien und Herzegowina. Von 1962 bis 1992 gehörte das Gemeindegebiet zu Vlasenica, dann wurde die Gemeinde Milići aus 5 Ortsgemeinschaften mit insgesamt 54 Siedlungen neu begründet.

## Geografie
Das Gemeindegebiet liegt im Osten Bosniens an der Magistralstraße 19 von Sarajevo über Zvornik nach Belgrad in einer Höhe von 200 bis 1500 Metern. Durch die Gemeinde fließen die Bäche Studeni Jadar und Zeleni Jadar, die sich im Ort selbst zum Jadar vereinigen.
Nachbargemeinden sind Bratunac und Srebrenica im Osten, Rogatica und Han Pijesak im Süden sowie Vlasenica im Westen.
Im Süden der Gemeinde wird seit 1959 vom Unternehmen Boksit Bauxit abgebaut.

### Gemeindegliederung
Zur Gemeinde Milići gehören die Siedlungen Bačići, Bešići, Bijelo Polje, Bišina, Bukovica Donja, Bukovica Gornja, Buljevići, Derventa, Donje Vrsinje, Dubačko, Dubnica, Dukići, Đile, Đurđevići, Gerovi, Glušac, Golići, Gornje Vrsinje, Gunjaci, Jeremići, Kokanovići, Koprivno, Kostrača, Krajčinovići, Lukavica, Lukići, Maćesi, Milići, Mišići, Nova Kasaba, Nurići, Pavkovići, Podbirač, Podgora, Pomol, Rajići, Raševo, Raškovići, Ristijevići, Rovaši, Rupovo Brdo, Sebiočina, Skugrići, Supač, Štedra, Toljevići, Višnjica, Vitići, Vrtoče, Vukovići, Vukšići, Zabrđe, Zagrađe und Zaklopača.

## Geschichte
Am 21. April 1992 – knapp zwei Monate nach dem Referendum über die Unabhängigkeit Bosniens von Jugoslawien und im Zuge des Einzuges der JNA in Vlasenica – spalteten sich fünf mehrheitlich serbisch bewohnte Ortsgemeinschaften von der bosniakisch dominierten Gemeinde Vlasenica ab und begründeten die 1962 aufgelöste Gemeinde Milići neu.
In den 1990er Jahren wurden ein Sportzentrum und ein großer Kulturkomplex im Zentrum des Ortes erbaut. Der lokale Fußballverein FK Boksit Milići (heute FK Milići) wurde 1996 und 2000 Meister der Ersten Liga der Republika Srpska. 
Im Bosnienkrieg kam es im Zusammenhang mit dem Massaker von Srebrenica auch auf dem Gemeindegebiet von Milići zu Erschießungen. Nach dem Krieg wurden insbesondere rund um Nova Kasaba Massengräber entdeckt.

## Bevölkerung
Im Unterschied zur Gesamtgemeinde Vlasenica hatte die Ortsgemeinschaft Milići zur Volkszählung 1991 eine serbische Bevölkerungsmehrheit von 81 %. Im gesamten Gebiet der neu begründeten Gemeinde stellten die Serben jedoch nur eine knappe Mehrheit von 50,8 %, während sich 47,3 % der Bewohner als Muslime bezeichneten.
Zur Volkszählung 2013 waren von insgesamt 11.141 Einwohnern 7.180 Serben (62,8 %) und 4.199 Bosniaken (36,9 %).

## Verkehr
Über die Fernstraße M 19 ist Milići mit Sarajevo (91 km) und Zvornik (34 km) verbunden. Die erste Straße auf dieser Strecke wurde 1879 eröffnet. Ein Eisenbahnanschluss besteht nicht.